# Cilens
Cilens est une divinité étrusque.
En raison du manque de sources a son sujet, elle est très peu connue.

## Présentation
Il ne peut s'agir que d'une divinité importante, puisqu'elle apparaît trois fois sur le foie de Plaisance, sous les formes Cilensl, Cilen et Tin Cilen.
Il s'agit probablement d'une divinité féminine, car une statuette en terre cuite de Bolsena portant l'inscription Cilens représente une femme habillée. Elle est cependant acéphale. Plusieurs identifications ont été proposées : la personnification du Fatum (destin) ou encore Nocturnus.